# Relaciones Bután-España
Las relaciones entre el Reino de Bután y el Reino de España vienen dadas desde que, el 19 de octubre de 2010, iniciase una visita diplomática de cuatro días al país ibérico el primer ministro butanés, Sr. Jigme Yoser Thinley, quien fue recibido en audiencia por S.M. el Rey Juan Carlos I y mantuvo un encuentro con el entonces Ministro de Asuntos Exteriores, Miguel Ángel Moratinos —un día antes de ser relevado del cargo por Trinidad Jiménez—, entre otros actos.
En dicho encuentro, ambas partes acordaron iniciar el proceso para el establecimiento de relaciones diplomáticas entre los dos reinos. Hasta ese día Bután era uno de los dos únicos países del mundo, junto a Kiribati, con los que España no gozaba de relaciones diplomáticas.
Cuatro meses más tarde, el 11 de febrero de 2011, el embajador representante permanente de España ante las Naciones Unidas en Nueva York procedió al intercambio de notas verbales con el embajador butanés, por el que se establecían oficialmente relaciones diplomáticas entre los dos países. Ambos jefes de misión enviaron una carta conjunta al Secretario General de Naciones Unidas comunicando el establecimiento de relaciones diplomáticas entre el Reino de España y el Reino de Bután, solicitando que circulase copia de la misma entre todos los Estados miembros de la ONU, para su información.
Las misiones permanentes de ambos países emitieron un comunicado conjunto por el que se señala que España y Bután decidieron establecer relaciones diplomáticas y consulares, aplicando el Convenio de Viena sobre Relaciones Diplomáticas de 24 de abril de 1961 y el Convenio de Viena sobre Relaciones Consulares de 24 de abril de 1963 respectivamente, así como intercambiar representantes diplomáticos al nivel de Embajadores.
La Embajada de España en Nueva Delhi y la Embajada de Bután en Bruselas —en régimen de acreditación múltiple— son respectivamente las responsables de llevar las relaciones diplomáticas y consulares entre los dos países. España fue el vigésimo sexto país con el que Bután estableció relaciones diplomáticas. El establecimiento de relaciones diplomáticas con Bután responde el principio de universalidad que rige la política exterior española.

## Introducción
Bután se independizó de la India el 8 de agosto de 1949, e ingresó en las Naciones Unidas en 1971. Desde entonces y hasta octubre de 2010 el Reino de España y el Reino de Bután no habían establecido relaciones diplomáticas, si bien habían mantenido contactos informales, generalmente a través de las misiones diplomáticas españolas en Nueva Delhi, de las Naciones Unidas, o en el marco de la Unión Europea.

## Relaciones económicas
| Importaciones                                            | 0,01   | 0,00    | 0,00 | 0,00 |
| Exportaciones                                            | 0,03   | 0,00    | 0,00 | 0,01 |
| Saldo                                                    | 0,02   | 0,00    | 0,00 | 0,01 |
| Tasa de cobertura                                        | 300,00 | N.S.    | N.S. | N.S. |
| % Variación importación [2]                              | N.S.   | –100,00 | N.S. | N.S. |
| % Variación exportación [2]                              | 200,00 | –100,00 | N.S. | N.S. |
| [1]Enero-junio. [2]Tasa de variación sobre año anterior. |        |         |      |      |
| Fuente: D.G. Aduanas                                     |        |         |      |      |